# Gunetzrhainerhaus

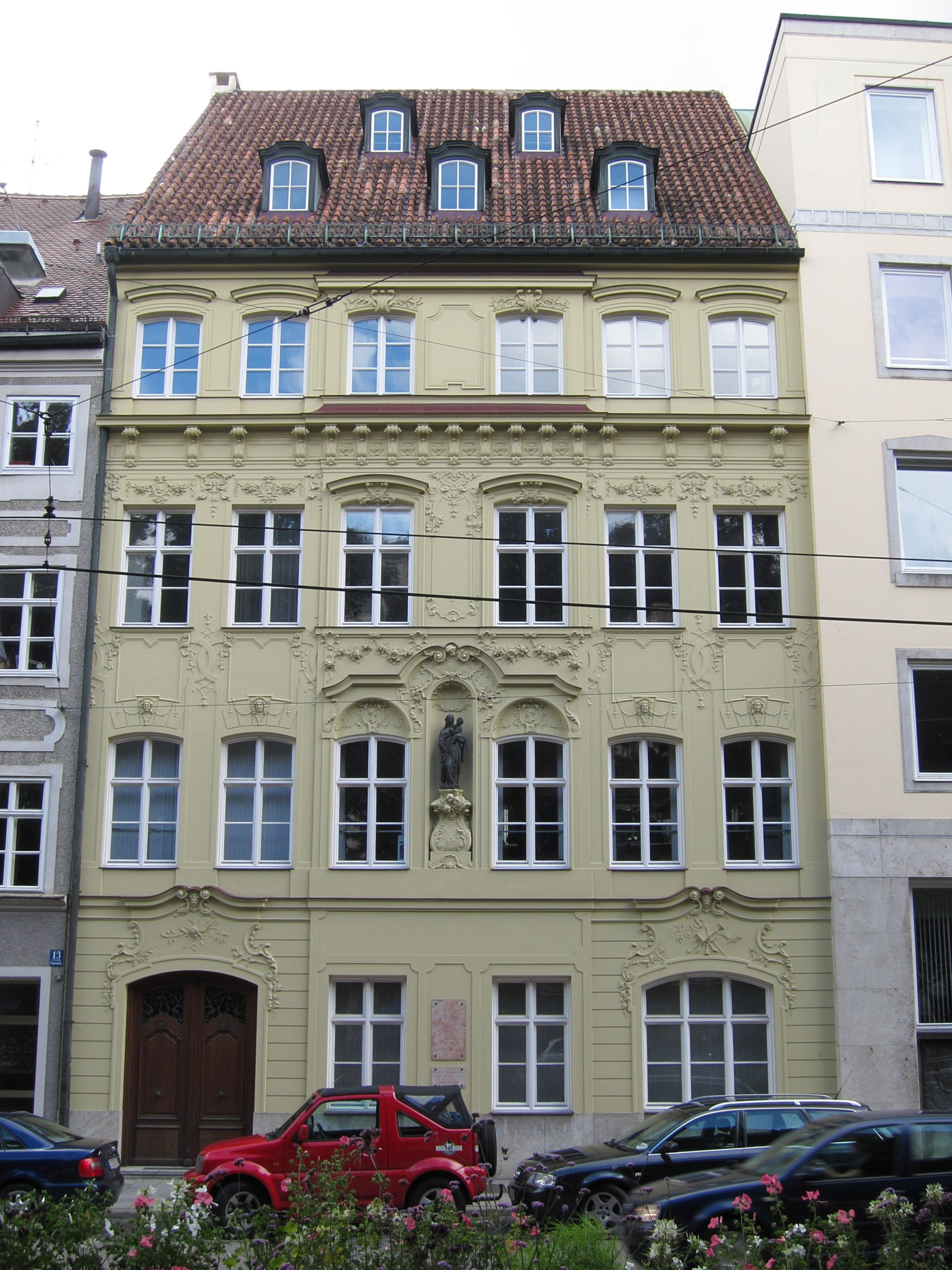
Gunetzrhainerhaus

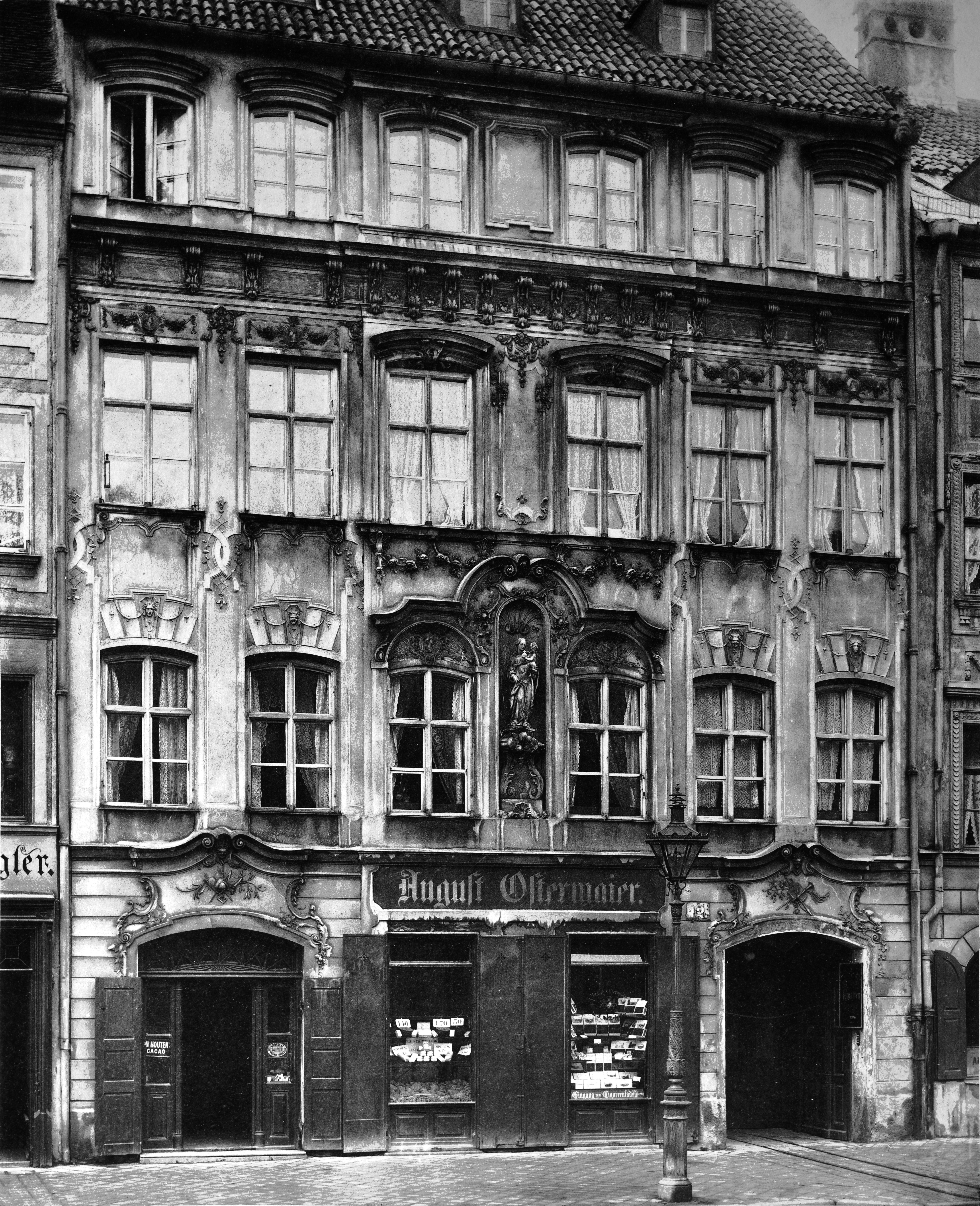
Gunetzrhainerhaus 1896 mit Ladeneinbauten und Hofdurchfahrt

Das Gunetzrhainerhaus am Promenadeplatz 15 in München wurde im Jahr 1726 vom Oberhofbaumeister Johann Baptist Gunetzrhainer erworben und dann von ihm im Stil des Rokoko umgebaut. Es ist als Baudenkmal in die Bayerische Denkmalliste eingetragen.
Im Jahr 1944 wurde das Gebäude durch Bomben stark beschädigt. Der heutige Bau ist daher eine in den Jahren 1960/61 entstandene vollständige von Hans von Peschke geplante Rekonstruktion, um ein Beispiel eines bürgerlichen Wohnhauses und Künstlersitzes aus dem frühen Rokoko zu überliefern. Die Fassade des viergeschossigen Hauses ist mit Régence-Stuck dekoriert und besitzt eine Rundbogennische mit der Bronzenachbildung einer Hausmadonna, deren Original (Terrakottafigur von Hubert Gerhard) im Bayerischen Nationalmuseum steht. Es ist im Besitz der Deutschen Bank, die auch den Wiederaufbau nach den Vorgaben der Denkmalschutzbehörde durchführen ließ.
2023/24 wurde der Wiederaufbau aus den Jahren 1960/61 bis auf die denkmalgeschützte Fassade an der Straßenfront abgebrochen. Es ist geplant, die erhalten gebliebene Fassadenfront durch einen erneuten Neubau zu hinterbauen.